# Rhodelinda gardineri
Rhodelinda gardineri is een zachte koraalsoort uit de familie Clavulariidae. De koraalsoort komt uit het geslacht Rhodelinda. Rhodelinda gardineri werd in 1940 voor het eerst wetenschappelijk beschreven door Gohar. 